# Mikkel Desler
Mikkel Desler Puggaard (født 19. februar 1995 i Danmark) er en dansk fodboldspiller, der spiller for Austin FC i MLS. Han spiller primært som defensiv midtbanespiller, men kan også bruges som en højre midtbanespiller eller central forsvarsspiller.

## Klubkarriere

### Odense Boldklub
Mikkel Desler kom til OB som lilleput fra Assens FC, der er en del af samarbejdet i Øens Hold.
Han startede ud som ungdomspiller i OB. Men i februar 2014 meddelte OB på deres hjemmeside, at Desler til sommer ville blive fuldtidsprofessionel, og dermed også ville blive rykket op på senior truppen. Dermed skrev han i sommeren også under på en 3-årig kontrakt.
Inden han blev rykket op på førsteholdstruppen havde han allerede spillet 2 ligakampe, og havde siddet på bænken i 5 ligakampe.
I februar 2014 meddelte Tipsbladet, at flere italienske kilder havde skrevet, at italienske klubber som Parma samt AS Roma var ude efter Desler, som de sammenlignede med Daniele De Rossi.
Han havde dog efterhånden svært ved at tilspille sig en plads på holdet i OB, og ønskede derfor at komme videre i karrieren.
| Citat         | Den sidste tid i OB blev det ikke til meget spilletid, og der var ikke rigtig udsigt til, at det ændrede sig, så det var helt afgørende for mig at komme videre og komme ud at spille fodbold igen. | Citat |
| Mikkel Desler | |       |

### FK Haugesund
Den 20. marts 2019 kunne OB offentliggøre, at klubben havde solgt Mikkel Desler til FK Haugesund.